# Costus claviger
Costus claviger là một loài thực vật có hoa trong họ Costaceae. Loài này được Benoist mô tả khoa học đầu tiên năm 1927.